# 49 Рака
49 Рака (лат. 49 Cancri) — переменная звезда типа α² Гончих Псов, звезда главной последовательности спектрального класса А. Находится в созвездии Рака. Удалена от Земли на расстояние около 400 световых лет, имея видимую звёздную величину — +5.62, то есть звезду можно едва разглядеть невооружённым глазом при условиях ясной погоды и отсутствия Луны.

## Исследования
По этой звезде проводились следующие исследования:
- Spectrophotometry of peculiar B and A stars. III — 21 Persei, 56 Arietis, and 49 CANCRI